# Nicolaas Hartsoeker

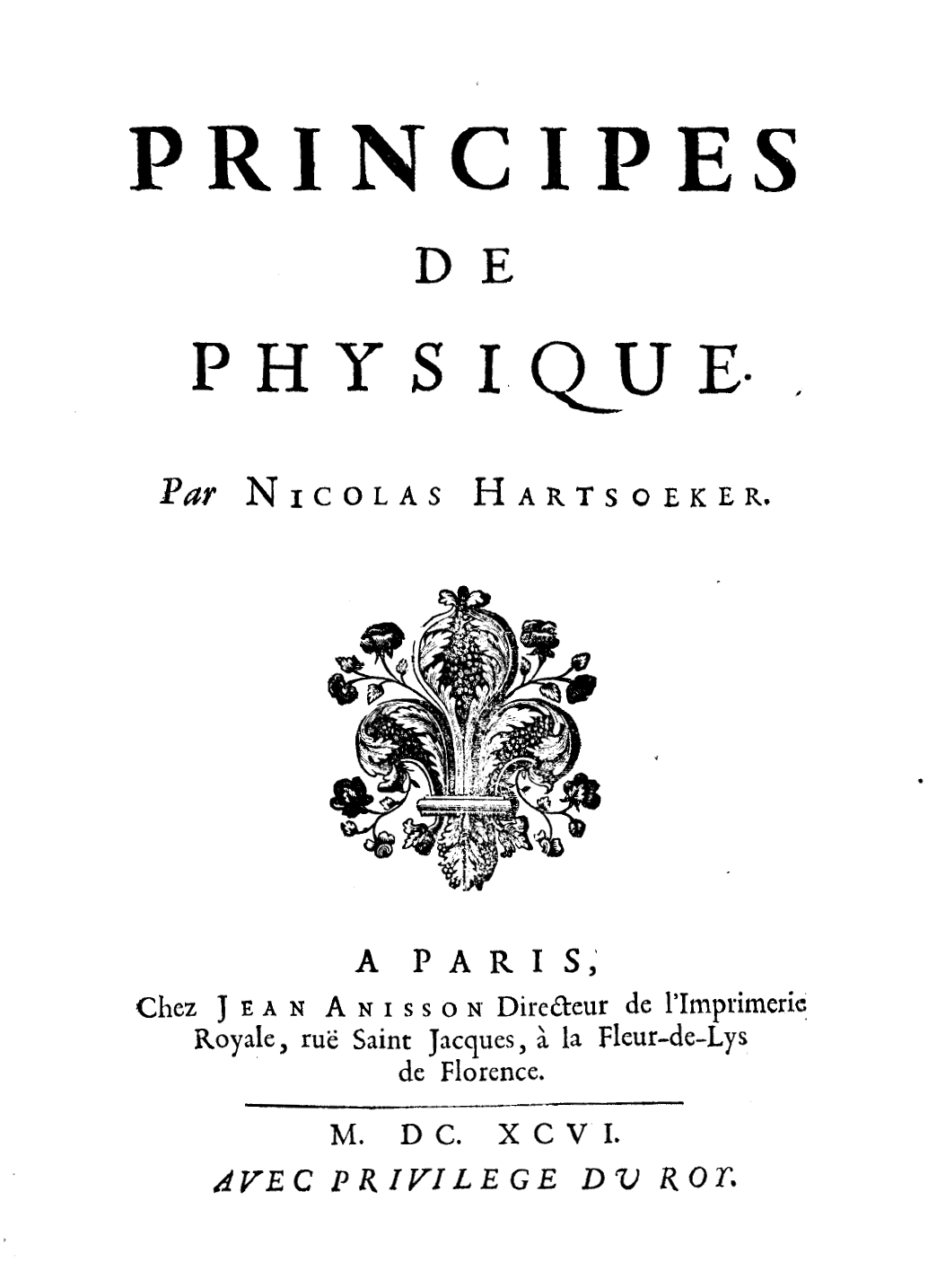
Principes de physique, 1696

Nicolaas Hartsoeker (Gouda, 26 marzo 1656 – Utrecht, 10 dicembre 1725) è stato un matematico e fisico olandese. Inventò un tipo di microscopio ottico.

## Biografia
Era figlio di Anna van der Meij e Christiaan Hartsoeker (1626–1683), un religioso di Moordrecht vicino a Gouda. La famiglia si trasferì ad Alkmaar nel 1661 e poi a Rotterdam nel 1669. Nicolaas cominciò a lavorare come produttore di lenti a Rotterdam e studiò ottica da Antoni van Leeuwenhoek. Nel 1674, insieme a un compagno studente, assistito dal maestro, osservò per primo il liquido seminale; la scoperta degli spermatozoi fu poi disputata dal maestro.
Nel 1677 incontrò Christiaan Huygens e lo introdusse alla produzione delle lenti. Nel 1678 accompagnò Huygens, come assistente, in un viaggio a Parigi, dove fecero grande impressione coi loro microscopi. Huygens non citò mai Hartsoeker in nessuna sua pubblicazione in Francia, il che portò i due a dividersi.
Hartsoeker tornò a Rotterdam e sposò Elisabeth Vettekeucken nell'ottobre 1680 e si trasferì a Parigi nel 1684 dove rimasero fino al 1698.

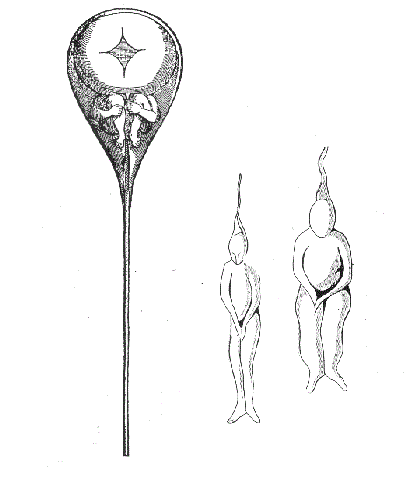
Homuncoli

Nel sostenire la propria teoria spermista, ipotizzò l'esistenza di homunculi o animalcules nello sperma. Nel 1694 smentì la convinzione di Robert Hooke e altri che con un telescopio rifrattore si sarebbe presto stati in grado di osservare eventuali uomini esistenti sulla Luna.
Nel 1699 fu eletto membro dell'Accademia francese delle scienze e nel 1704 dell'Accademia delle scienze di Berlino: in entrambi i casi fu il primo membro straniero. Lo zar Pietro di Russia lo incontrò ad Amsterdam e gli offrì una cattedra di matematica a Pietroburgo, che rifiutò, ottenendo invece il finanziamento di un osservatorio ad Amsterdam. Nel 1704 Hartsoeker accettò di diventare "primo matematico e professore onorario di filosofia" all'università di Heidelberg. Passò i propri ultimi anni a Utrecht.

## Opere
- (FR) Principes de physique, Paris, Jean Anisson, 1696.
- Raccolta di opuscoli sopra le opinioni filosofiche di Newton, Venezia, Giovanni Battista Recurti, 1746.